# 沃納明戈鎮區 (明尼蘇達州古德休縣)
沃納明戈鎮區（英語：Wanamingo Township）是位於美國明尼蘇達州古德休縣的一個行政鎮區。

## 地方資料
沃納明戈鎮區的面積為97.45平方千米，當中陸地面積為97.41平方千米，而水域面積為0.04平方千米。根據2020年美國人口普查的數據，當地共有人口395人，而人口密度為每平方千米4.05人。